# 蔡希公式
蔡希公式（英語：Chézy formula）為安東尼·蔡希於西元1769年透過實驗推演的經驗公式，其代表的是一定量均勻明渠流的流速，
公式為：
{\displaystyle V=C{\sqrt {R_{h}S}}}
其中
- V 為 平均流速，單位(m/s)
- C 為 Chezy係數，為阻力系數
- Rh 為 水力半徑，單位(m)
- S 為 水力坡度

## 推論過程

### 蔡希公式（英語：Chézy formula）依據兩種假設以數學方式推演之

#### 假設

##### （一）單位渠面上阻抗渠流之力與速度之平方成正比
水力半徑（英語：Hydraulice radius）是渠道水流橫斷面積 A 與潤周(即濕周長)之比值，常以 Rh 表示
{\displaystyle R_{h}={\frac {A}{P}}}
濕周（英語：Wetted perimeter）定義：垂直於水流流動方向之渠道橫斷面上，水與渠壁或管壁接觸部分之總長度，常以 P 表示

##### （二）渠道之水流為定量等速、均勻流（渠流引起水流動重力之有效分力=渠道阻抗力）
水力坡度（英語：Hydraulic gradient slope）又稱作坡斜、波降、斜率。可分為三種
- 摩擦坡降（英語：friction slope）或稱作能量線坡降（英語：energy line slope），常以 Sf  表示，是渠道中兩點能量高度連線後取該線之斜率，又可表示單位渠道長度的水頭損失，{\displaystyle S_{f}={\frac {h_{L}}{l}}}
- 水面斜率（英語：water slope）,常以 Sw  表示，是渠道水面之縱向斜率
- 渠底坡度，常以 S0  表示，是渠道底部之縱向斜率

滿足假設（二）時 {\displaystyle S=S_{f}=S_{w}=S_{0}}

#### 推論
詳細推論式子請見參考資料
 {\displaystyle V=C{\sqrt {R_{h}S}}}

#### Chezy係數之計算
公式導出之後，問題在於如何決定C值，有多位專家學者從事此項研究

##### （1）庫特式（Ganguillet ,kutter）
西元1869年瑞士工程師Emile Ganguille 和 威廉·魯道夫·庫特 兩人發表C值之經驗方程式
{\displaystyle C={\frac {a+{\frac {1}{n}}+{\frac {m}{S}}}{1+(a+{\frac {m}{S}})\times {\frac {n}{\sqrt {R_{h}}}}}}={\frac {23+{\frac {1}{n}}+{\frac {0.00155}{S}}}{1+(23+{\frac {0.00155}{S}})\times {\frac {n}{\sqrt {R}}}}}}
其中
- a  為 經驗常數 = 23
- m 為 經驗常數 =0.00155
- n 為 庫特(G.kutter)之粗糙系數
- S 為 水力坡度
- Rh 為 水力半徑

因此蔡希方程式可以改寫為
{\displaystyle V={\frac {23+{\frac {1}{n}}+{\frac {0.00155}{S}}}{1+(23+{\frac {0.00155}{S}})\times {\frac {n}{\sqrt {R_{h}}}}}}{\sqrt {R_{h}S}}}

##### （2）曼寧式（Manning)
西元1868年Philippe Gauckler及1881年Hagen分析Ganguillet ,kutter應用之資料，得到 {\displaystyle C} 值依照 {\displaystyle R} 之{\displaystyle {\frac {1}{6}}}次方而變。
西元1891年法國人Flamant偶用此結論，在愛爾蘭工程師羅伯特·曼寧公式（1889年）中相吻合，而得
{\displaystyle C={\frac {R^{\left({\frac {1}{6}}\right)}}{n}}}
其中
- n 為 曼寧(Manning)之粗糙系數
- S 為 水力坡度
- Rh 為 水力半徑

代入蔡希方程式得到曼寧公式
{\displaystyle V={\frac {1}{n}}{R_{h}}^{2/3}\,S^{1/2}}
曼尼之粗糙系數請見曼寧公式條目